# Гаджи (коммуна)
Гаджи (итал. Gaggi) — коммуна в Италии, располагается в области Сицилия, в долине реки Алькантара. Подчиняется административному центру Мессина.
Население составляет 2818 человек (на 2005 г.), плотность населения составляет 403 чел./км². Занимает площадь 7 км². Почтовый индекс — 98030. Телефонный код — 0942.
Покровителем населённого пункта считается святой Себастьян. Праздник ежегодно празднуется 20 января.